# Расходы будущих периодов
Расходы будущих периодов (англ. deferred expenses) — затраты, произведённые в отчётном и предшествующих ему периодах, но подлежащие включению в издержки производства или издержки обращения в последующие отчётные периоды.

## Определение
Ряд экономистов считают, что расходы будущих периодов — это затраты, произведенные организацией в предшествующем или отчетном периоде, но подлежащие отнесению в себестоимость продукции (работ, услуг) в последующие периоды деятельности предприятия. Расходами будущих периодов признаются только уже потребленные услуги или работы.
Согласно БСЭ расходы будущих периодов — это затраты, произведённые в отчётном и предшествующих ему периодах, но подлежащие включению в издержки производства или обращения в последующие отчётные периоды. Размежевание затрат во времени на предприятиях необходимо для правильного калькулирования себестоимости продукции, отражения издержек обращения и финансовых результатов.

## Состав расходов будущих периодов РСБУ
К расходам будущих периодов, в частности, относятся расходы, связанные с: 
- горно-подготовительными работами; подготовительными к производству работами в связи с их сезонным характером;
- освоением новых производств, установок и агрегатов;
- рекультивацией земель и осуществлением иных природоохранных мероприятий;
- неравномерно производимым в течение года ремонтом основных средств (когда организацией не создается соответствующий резерв или фонд);
- расходы, связанные с предстоящими строительными работами (затраты, понесенные в связи с предстоящими работами согласно п. 16 ПБУ 2/2008, межевание, оценка, консультации и прочее);
- стоимость материалов, отпущенных на производство, но относящихся к будущим отчетным периодам, в случаях: подготовительных работ в сезонных производствах;
- фиксированные разовые платежи за право использования результата интеллектуальной деятельности (лицензионное программное обеспечение);
- с получением доходов в нескольких отчетных периодах — расходы распределяют между отчетными периодами (аналогично, когда связь между доходами и расходами не может быть определена четко согласно п. 19 ПБУ 10/99);
- лицензией только при реорганизации предприятия согласно ПБУ 5/01;
- оплата установки, адаптации или разовой модификации программы как фиксированный платёж и списывает в течение срока действия договора согласно п. 39 ПБУ 14/2007;
- и другие.

Не относятся к расходам будущих периодов:
- оплата подписки на журналы или газеты (это выданные авансы). Оплатив за подписку, расхода пока нет. Списание будет равномерно, в момент получения экземпляров издания;
- оплата единовременной суммы аренды за несколько месяцев вперед (это выданные авансы). Оплатив, для вас это не расход, а предоплата, так как услуга не оказана. Списание будет равномерно, после актов выполненных работ;
- расходы на лицензии, сертификаты и взносы в СРО (это текущие расходы). Расходы за лицензию или членство СРО нельзя превратить в деньги.

## Расходы будущих периодов в РСБУ
Согласно Плану счетов РСБУ счёт 97 «Расходы будущих периодов» предназначен для обобщения информации о расходах, произведенных в данном отчетном периоде, но относящихся к будущим отчетным периодам.
Расходы будущих периодов списываются в порядке, устанавливаемым на предприятии (равномерно по месяцам, пропорционально объёму продукции и др.), в течение периода, к которому они относятся. Порядок списания расходов будущих периодов должен быть отражен в учётной политике предприятия согласно п. 4, 8 ПБУ 1/2008. Не реже 1 раза в год (обычно перед составлением годовой отчетности) должна проводиться инвентаризация расходов будущих периодов. Учтённые на счете 97 расходы списываются в дебет счетов 20 «Основное производство», 23 «Вспомогательные производства», 25 «Общепроизводственные расходы», 26 «Общехозяйственные расходы», 44 «Расходы на продажу» и другие. 
Аналитический учет по счету 97 ведется по видам расходов. Отдельной строки в балансе для расходов будущих периодов нет. Сальдо расходов, не списанные по состоянию на конец отчетного периода (дебетовое сальдо 97) в балансе отражают: либо отдельной статьей в группе статей «Запасы», либо как отдельная группа статей в разделе «Оборотные активы».
Например, дорогостоящее регулярное техническое обслуживание или техосмотр основных средств по нормам ПБУ 6/01 не признаются обособленным объектом (то есть объектом основных средств), не включаются в первоначальную стоимость основных средств. Методологически правильно доработать типовую форму и ввести строку «Периодические технические осмотры» в группе статей 1150 «Основные средства». Расходы за периодические технические осмотры сразу не списываются.
Например, единовременный платеж за лицензионную программу также учитывается в составе расходов будущих периодов. Затем ежемесячно списывается на расходы в течение срока действия лицензионного договора согласно п. 39 ПБУ 14/2007. А согласно п. 6 ПБУ 1/2008 можно списать на текущие расходы стоимость программы, если ее сумма незначительна, руководствуясь принципом рациональности учета.